# 마리아 올리비아 다 시우바
마리아 올리비아 다 시우바(포르투갈어: Maria Olívia da Silva, 1880년 2월 28일? ~ 2010년 7월 8일)는 하빕 미얀, 사한 도소바에 이어 3번째로 오래 산 사람이다. 1880년 2월 28일에 태어난 그녀는 400명의 대가족을 이루고 있으며 60세의 아들과 함께 살았다.

## 같이 보기
- 하빕 미얀
- 사한 도소바